# 石文焯
石文焯（？—1735年），瓜尔佳氏，字霞峯，清朝官員，漢軍正白旗人。

## 生平
祖父华善为额驸，历任都统。康熙三十八年，苏州府知府。五十九年，擢江西按察使。六十一年，署福州将军，授安徽布政使。雍正元年春，升任河南巡撫。雍正二年（1724年），奏報河南蝗災已撲滅十之八九。雍正察覺到石文焯奏報不是實情，對他嚴厲批評。雍正二年十一月，調陕西巡抚。雍正三年四月，官甘肃巡抚。后转任吏部左侍郎。雍正六年五月二十一日辛未（1728年6月28日）任兵部汉尚书。雍正六年十月十六日癸巳（1728年11月17日）改任礼部尚书。雍正八年六月二十六日癸亥（1730年8月9日）革。《钦定八旗通志：大臣传六十四》卷198有传。

## 家族
先祖：明成化间，有布哈者，为建州左卫指挥。布哈生阿尔松阿，嘉靖中袭职。阿尔松阿生石翰，移家辽东，遂以“石”为氏。石翰子三：国柱、天柱、廷柱。
祖父：石廷柱（？～1661)。明朝驻守广宁的千总，后金军到时，石廷柱出城投降，封为三等轻车都位。顺治元年（1644），石廷柱率部入关。顺治十二年，石廷柱被授予镇海将军。顺治十四年二月，以老乞休，加少保兼太子太保，致仕，进三等伯，世袭。十八年二月，卒，赠少傅兼太子太傅，谥忠勇，立碑纪绩。
父：石华善（？—1695)，瓜尔佳氏，汉军正白旗人，清朝将领。石廷柱第三子，为豫亲王多铎壻，授和硕额驸。
嫡堂兄：康熙十五年（1676年）丙辰科进士石文桂。
子：石禮哈（？ -1747)，雍正五年，廣東巡撫(署)。雍正七年，鑲白旗漢軍都統。雍正十三年，鑲紅旗漢軍都統。乾隆二年，散秩大臣。